# Bowrakammen
Bowrakammen är en bergstopp i Antarktis. Den ligger i Östantarktis. Norge gör anspråk på området. Toppen på Bowrakammen är 1 990 meter över havet, eller 263 meter över den omgivande terrängen. Bredden vid basen är 2,5 km.
Terrängen runt Bowrakammen är huvudsakligen kuperad. Trakten är obefolkad. Det finns inga samhällen i närheten.